# ماریو راواسیو
ماریو راواسیو (انگلیسی: Mario Ravasio؛ زادهٔ ۱۹ ژوئیهٔ ۱۹۹۸) بازیکن فوتبال است.